# ناحیه نورگیر

لایه‌های لجه

ناحیه نورگیر، پهنه آفتابگیر (یا منطقه نور خورشید)، زون نوررَس یا ناحیه فوتیک (به انگلیسی: Photic zone)، بالاترین لایه آب در دریاچه یا اقیانوس است که در معرض نور شدید خورشید قرار دارد و تقریباً با لایه بالای نقطه جبران خسارت مطابقت دارد، یعنی عمق جایی که سرعت فتوسنتز برابر است با میزان تنفس در طی یک روز یا بیشتر از آن؛ بنابراین جذب دی‌اکسید کربن و تولید اکسیژن در ناحیه فوتیک مثبت است. این تعریف مهمی برای زیست‌شناسی است اما اندازه‌گیری آن بسیار سخت است.
ژرفای نوری غالباً به سهولت محاسبه می‌شود و به عنوان عمقی است که شدت نور به یک درصد از شدت نور در سطح آن است. بر این اساس، عمق فوتیک بستگی به میزان کاهش نور در ستون آب دارد اما از آنجا که نور ورودی در سطح می‌تواند به شدت تغییر کند، این تعریف اطلاعات چندانی در مورد رشد خالص فیتوپلانکتون نمی‌گوید. ژرفای نوری می‌تواند از تنها چند سانتی‌متر در دریاچه‌های گل آلود تا به حدود ۲۰۰ متر در فضای باز اقیانوس برسد.
حدود ۹۰٪ از کل زندگی دریایی در منطقه نورگیر می‌باشد. به جز تولید اولیه در ناحیه نورگیر فقط مقدار کمی از تولید اولیه در ژرفای ناحیه مغاکی در اطراف چاه گرمابی وجود دارد که در امتداد برخی از پشته‌های میانی اقیانوس هستند.